# Сідзуока

Сідзуо́ка (яп. 静岡市, しずおかし, МФА: [ɕizuoka ɕi̥]?) — місто в Японії, в префектурі Сідзуока. Розташоване в центральній частині префектури, на березі Тихого океану. Входить до списку міст державного значення Японії. Адміністративний центр префектури. Виникло на основі адміністративного центру провінції Суруґа. В середньовіччі належало самурайському роду Імаґава. На початку 17 століття було резиденцією Токуґави Ієясу. Протягом раннього нового часу належало до прямих володінь сьоґунату Токуґава. Отримало статус міста 1889 року. Площа становить 1411,85 км². Станом на 1 серпня 2011 року населення складало 714 646  осіб, густота населення — 506 осіб/км².  Основою економіки є сільське господарство, вирощування і обробка японського чаю, овочівництво, машинобудування, хімічна промисловість, харчова промисловість, кольорова металургія, виробництво високоточної техніки, комерція, туризм..  В місті розташовані археологічна стоянка Торо, замок Сумпу, синтоїстські святилища Тосьо й Асама, пляж Мацубара, численні гарячі джерела. 

## Географія

### Клімат
Місту притаманний вологий субтропічний клімат (Cfa за класифікацією Кеппена) з жарким та вологим літом та нечастим снігом узимку.
| Клімат Сідзуока                            | Клімат Сідзуока | Клімат Сідзуока | Клімат Сідзуока | Клімат Сідзуока | Клімат Сідзуока | Клімат Сідзуока | Клімат Сідзуока | Клімат Сідзуока | Клімат Сідзуока | Клімат Сідзуока | Клімат Сідзуока | Клімат Сідзуока | Клімат Сідзуока |
| Показник                                   | Січ.            | Лют.            | Бер.            | Квіт.           | Трав.           | Черв.           | Лип.            | Серп.           | Вер.            | Жовт.           | Лист.           | Груд.           | Рік             |
| Абсолютний максимум, °C                    | 25,7            | 26,2            | 26,6            | 33,3            | 33,9            | 38,3            | 38,4            | 38,7            | 37,1            | 33,9            | 28,0            | 24,5            | 38,7            |
| Середній максимум, °C                      | 11,5            | 12,0            | 14,8            | 19,5            | 23,0            | 25,7            | 29,5            | 30,8            | 27,9            | 23,1            | 18,4            | 14,0            | 20,9            |
| Середня температура, °C                    | 6,7             | 7,3             | 10,3            | 14,9            | 18,8            | 22,0            | 25,7            | 27,0            | 24,1            | 18,9            | 13,9            | 9,0             | 16,5            |
| Середній мінімум, °C                       | 1,8             | 2,5             | 5,7             | 10,4            | 14,7            | 18,8            | 22,7            | 23,8            | 20,8            | 15,0            | 9,4             | 4,1             | 12,5            |
| Абсолютний мінімум, °C                     | −6,8            | −5,8            | −4,6            | −1,4            | 5,1             | 12,5            | 15,4            | 16,9            | 10,6            | 3,9             | −1,7            | −5,1            | −6,8            |
| Середня кількість сонячних годин на місяць | 206,4           | 185,4           | 190,3           | 184,6           | 188,7           | 139,4           | 162,4           | 204,6           | 153,5           | 160,3           | 170,7           | 198,5           | 2144,8          |
| Норма опадів, мм                           | 71.6            | 102.2           | 212.5           | 237.2           | 221.5           | 283.3           | 279.7           | 245.4           | 304.3           | 171.8           | 132.8           | 59.6            | 2324.9          |
| Днів з дощем                               | 11,3            | 12,1            | 17,4            | 16,0            | 16,6            | 19,7            | 20,4            | 17,7            | 19,4            | 16,9            | 12,4            | 9,9             | 189,8           |
| Вологість повітря, %                       | 57.4            | 58.0            | 62.7            | 68.4            | 72.6            | 78.5            | 79.7            | 77.9            | 76.4            | 72.1            | 67.8            | 61.6            | 69.4            |
| ------------------------------------------ | --------------- | --------------- | --------------- | --------------- | --------------- | --------------- | --------------- | --------------- | --------------- | --------------- | --------------- | --------------- | --------------- |
| Джерело: Метеорологічне управління Японії  |                 |                 |                 |                 |                 |                 |                 |                 |                 |                 |                 |                 |                 |

## Історія
- До 1869 року називалося Футю́[5] або Су́мпу[6].

## Адміністративний поділ
Сідзуока поділяється на 3 міські райони:
1. Аой
2. Сімідзу
3. Суруґа

## Освіта
- Сідзуоцький університет (головний кампус)

## Уродженці
- Імаґава Йосімото — військовик, полководець.
- Сена Хідеакі — японський фармаколог і романіст.
- Хідетака Міядзакі — розробник комп'ютерних ігор.
- Сугіяма Рюіті (* 1941) — японський футболіст, що грав на позиції нападника